# Endre Ady
Endre Ady, în maghiară Ady Endre, (n. 22 noiembrie 1877, Eriu-Mețenț, Austro-Ungaria – d. 27 ianuarie 1919, Budapesta, Republica Democrată Ungară) a fost un poet maghiar, considerat a fi unul dintre cei mai importanți poeți ai secolului XX, și ai literaturii maghiare în special.

## Viața
S-a născut în comitatul Sălaj (Szilágy) într-o familie de nobili, însă săracă. Tatăl său a fost Lőrinc Ady (1851-1929), agricultor, iar mama Mária Pásztor (1858-1937), provenind dintr-o familie de preoți reformați.
Bunicii săi, Dániel Ady și Julianna Visky, fiind din Lompirt, Endre Ady a vizitat de multe ori satul și are un bust lângă Biserica reformată din Lompirt, iar școala îi poartă numele.
Endre Ady își începe studiile în Mincențiu, unde este elevul lui Károly Katona, apoi continuă la liceul catolic sub îndrumarea lui István Hark. În 1886, continuă cu studiile liceale la Carei la liceul piarist. Se împrietenește cu Aurel Popp, viitorul pictor, prietenie care se va aprofunda și va dura o viață. Din 1892 învață la Zalău; din 1957, în fața liceului unde a studiat este o statuie a sa. Face bacalaureatul în 1896. Prima poezie publică în 22 martie 1896 in jurnalul "Szilágy".
În 1903 a făcut cuunoștință cu Adél (Léda) Brüll, soția lui Ödön Diósy. Léda locuia la Paris și era soția unui bogătaș. Ady se îndrăgostește de ea și o urmează la Paris. Léda devine muza lui Ady.
Între 1904 și 1911 a petrecut perioade mai lungi la Paris, oraș a cărui atmosferă a exercitat o influență modelatoare asupra creației sale poetice.
Ady ducea o viața hedonistă: alcoolul și drogurile nu-i erau străine. În 1909 ajunge într-un sanatoriu de dezintoxicare. Cum se ridică pe scara popularității ca poet așa coboară în viața sentimentală: se răcește legătura cu Léda până când rupe orice legătură cu ea.
În 1914 se căsătorește cu Berta Boncza, cu care coresponda încă din 1911. Pe Berta o numește în poezii "Csinszka".
Între Ady și Octavian Goga se forma o prietenie sinceră.
Moare în 27 ianuarie 1919 la Budapesta.

## Opera poetică
În literatura maghiară este primul care rupe legătura cu stilurile vechi, creând un stil modern. Poezia lui este influențată de Baudelaire, Verlaine. Este un poet simbolist. Simboluri des folosite: Dumnezeu, bani, Léda. Întotdeauna scrie simbolurile cu literă mare.
Printre temele sale poetice se regăsesc toate domeniile mai importante ale existenței umane (dragostea, moartea, religia, banii, războiul).
Poetul a fost un patriot, un revoluționar și un european exemplar.
Volumul Új versek reprezintă o adevărată piatră de hotar în literatura maghiară, marcând nașterea poeziei maghiare moderne, dar adevăratul succes vine odată cu al patrulea volum, Vér és arany, care îi va aduce și recunoașterea criticilor.
Ady nu a fost cunoscut doar ca poet ci și ca jurnalist. O mare parte din poeziile și eseurile sale apar începând cu 1908 în primul număr al revistei literare Nyugat ("Occidentul"), al cărei colaborator va rămâne până la sfârșitul vieții, iar începând cu 1912 va deveni și unul dintre redactorii revistei.
În 1908, este unul dintre fondatorii grupării literare A Holnap ("Ziua de mâine") de la Oradea.

## Amintirea poetului
- Satul natal, fostul Érmindszent îi poartă numele: Ady Endre, în maghiară: Adyfalva;
- Muzee și case memoriale;
- Liceul Ady Endre, Zalău
- Liceul Ady Endre, București, sector 2
- Liceul Teoretic „Ady Endre” din Oradea.
- bustul poetului, din fața Colegiului Național Silvania, operă a sculptorului Balaskó Nándor (22 noiembrie 1957) [11]
- bustul poetului, din incinta Colegiului Național Silvania, dezvelit în 4 mai 1946 [11]

## Volume în limba maghiară
- Versek (Debrețin, iunie 1899) (Poezii)
- Még egyszer (Oradea, 1903) (Încă o dată)
- Új versek (februarie 1906) (Poezii noi)
- Vér és arany (1907) (Sânge și aur)
- Az Illés szekerén (1908) (Pe căruța lui Illés)
- Szeretném, ha szeretnének (1909) (Aș vrea să fiu iubit)
- A Minden-Titkok versei (1910) (Poezia secretelor)
- A menekülő Élet (1912) (Viața fugitivă)
- Margita élni akar (1912) (Marghita vrea să trăiască)
- A Magunk szerelme (1913) (Iubirea noastră)
- Ki látott engem? (1914) (Cine m-a văzut?)
- A halottak élén (1918) (În fruntea morților)
- Az utolsó hajók (1923) (Ultimele vapoare)

## Traduceri românești on-line
Ady Endre, Antologie, Editura Casei Școalelor, București, 1948.

## Imagini

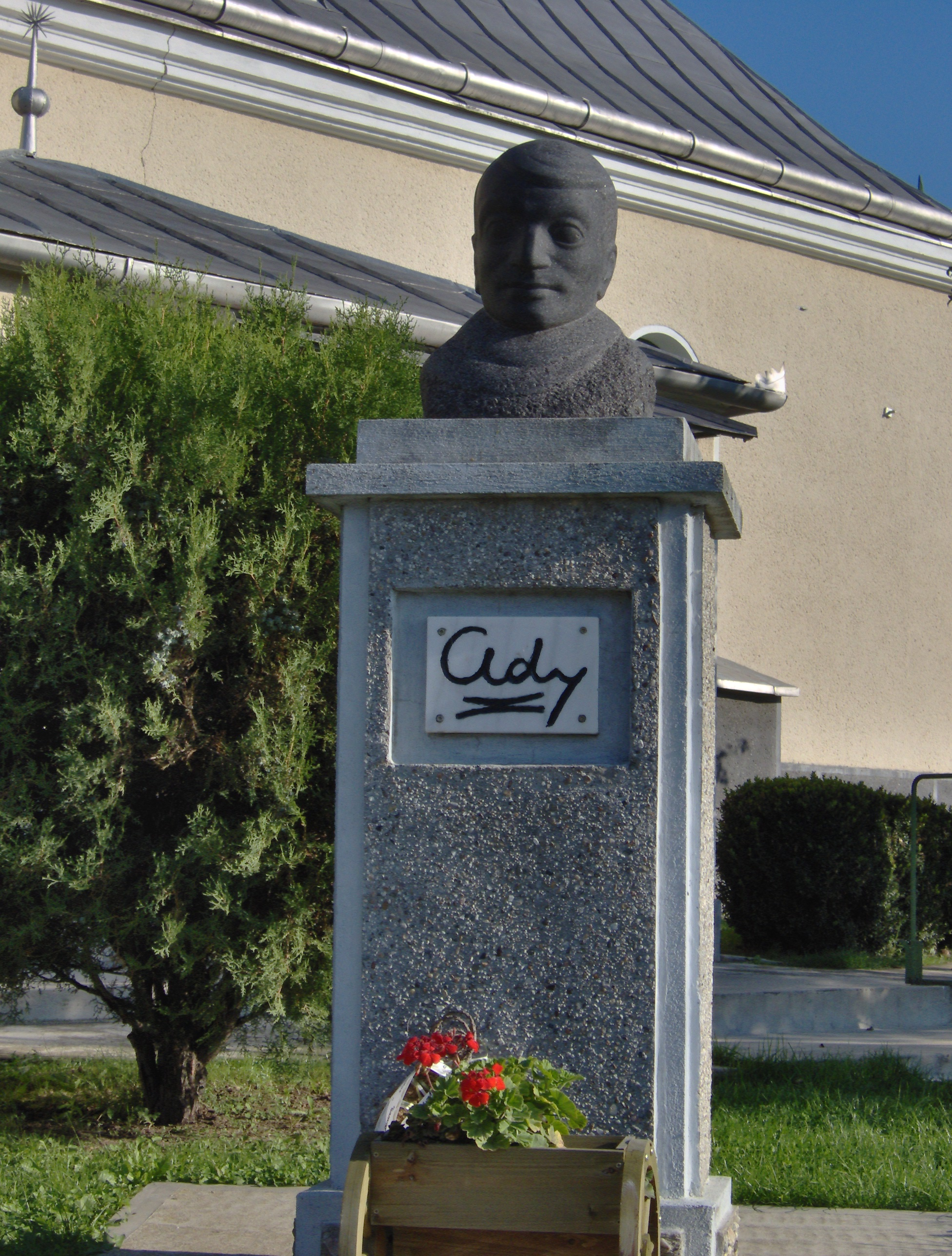
Bustul lui Ady de lângă Biserica reformată din Lompirt